# Electrodo de referencia

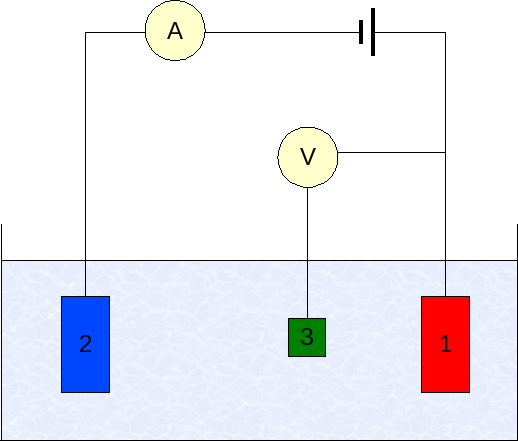
Instalación de tres electrodos: (1) electrodo de trabajo, (2) electrodo auxiliar; (3) electrodo de referencia.

Un electrodo de referencia es aquel electrodo que tiene un potencial de equilibrio estable y conocido. Se emplea para medir el potencial contra otros electrodos en una celda electroquímica. El potencial de unión líquida en estos electrodos es minimizado por el uso de altas concentraciones de cloruro de potasio como solución de llenado, debido a que la velocidad de difusión de estos iones son muy similares.
En potenciometría se emplea como electrodo de referencia  una semicelda que tiene un potencial conocido e independiente de la concentración del analito o de los iones contenidos en la solución. En cambio, como electrodo de trabajo  habitualmente se emplean electrodos selectivos de iones, cuyo potencial varía según la concentración de un determinado ión en la disolución..  Aunque los potenciales electroquímicos se miden en una escala cuyo 0 equivale al electrodo estándar de hidrógeno, este apenas se usa porque su aplicación y mantenimiento son complicados.
El electrodo de calomelanos fue el más usado como electrodo de referencia, aunque, debido a la toxicidad del mercurio que contiene, fue sustituido posteriormente por el electrodo de plata/cloruro de plata.